# Grupo Emepa
Grupo Emepa es un grupo de empresas con la totalidad de capitales argentinos, con sede en la ciudad de Buenos Aires.

## Empresas
| Empresa                | Rama o Objeto Social            | Ámbito                                                                                        |
| ---------------------- | ------------------------------- | --------------------------------------------------------------------------------------------- |
|                        | Transporte Ferroviario          | Ciudad de Buenos Aires y Provincia de Buenos Aires                                            |
|                        | Transporte Ferroviario          | Ciudad de Lima                                                                                |
|                        | Metalúrgica                     | Chascomús, Provincia de Buenos Aires                                                          |
| Rioro                  | Metalúrgica                     | Pérez, Provincia de Santa Fe                                                                  |
| Provisión Laguna Paiva | Metalúrgica                     | Provincia de Santa Fe                                                                         |
| Hidrovía               | Dragado y balizamiento          | Provincia de Santa Fe, Provincia de Buenos Aires, Provincia de Chaco, Provincia de Corrientes |
| HERSO                  | Ingeniería y Construcción       | Argentina                                                                                     |
| FERROMEL               | Ingeniería y Construcción       | Argentina                                                                                     |
| Torres del Yacht       | Inmobiliarios                   | Ciudad de Buenos Aires                                                                        |
| Omnigraphics           | Vía Pública y Mobiliario Urbano | Ciudad de Buenos Aires                                                                        |
| PC Vía Pública         | Vía Pública y Mobiliario Urbano | Provincia de Santa Fe, Provincia de Buenos Aires, Provincia de Mendoza y Provincia de Córdoba |
| Níttida                | Higiene Urbana                  | Comuna 9 y 10, Ciudad de Buenos Aires                                                         |
| DON BENJAMÍN           | Agronegocios                    | Provincia de Buenos Aires, Provincia de Santa Fe y Provincia de Córdoba                       |
| PILAR S.A.             | Agronegocios                    | Provincia de Santiago del Estero y Provincia de La Rioja                                      |
| Wagyu Argentina S.A.   | Agronegocios                    | Provincia de Buenos Aires                                                                     |
| Kobe Beef Argentina    | Agronegocios                    | América, Europa, Asia y África                                                                |
| MDN                    | Agronegocios                    | Provincia de Santiago del Estero                                                              |

## Producción Ferroviaria

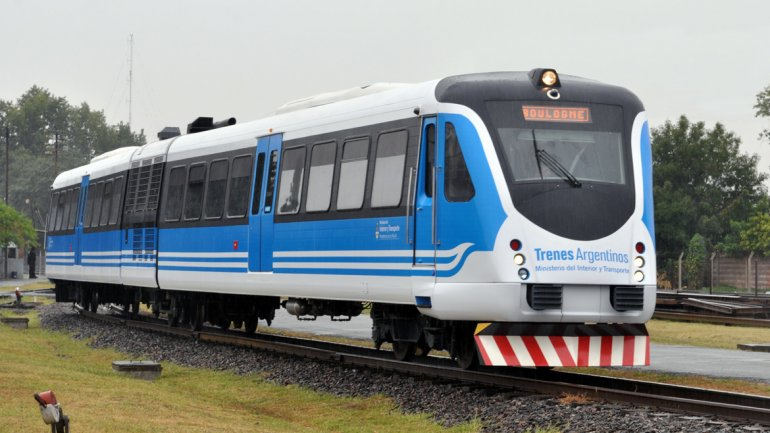
Tren Alerce producido en 2014.

En la década de 1980, en ideas de reformar los legendarios coches de madera BRUGEOISE , que se asomaban a sus 70 años, se enviaron 15 de estas unidades a la planta bonaerense de EMEPA, en Chascomús. Se les dotaron de una nueva carrocería, que entre otros adelantos poseía puertas de apertura y cierre automática. Su capacidad de pasajeros sentados se vio reducida por ser provistas de cabinas que abarcan todo el ancho del vehículo. En 1980 produjo 5 coches motor, contaban con una Capacidad de  42 personas sentadas y 140 paradas por coche, una Velocidad máxima de 50 km/h, 3 puertas  por lado, frenos de servicio y de emergencia neumáticos. Alimentación por Pantógrafo de 1.100 V a corriente continua.
En 1987, SBASE envió tres formaciones de cinco coches cada una a la firma EMEPA, radicada en la ciudad de Chascomús, para su remodelación. Se adoptó como modelo a los coches Fiat Materfer, diseñados por Materfer a principios de los años '80 como modelo de coche único para la red de subterráneos. Su carrocería es metálica y cuenta con apertura y cierre automático de puertas. El interior está revestido en fórmica imitación madera de tonos claros, con asientos plásticos del color celeste que identifica a la línea A. Durante la gestión privada a cargo de Metrovías S.A, se decidió colocar los asientos en forma lateral. Los coches afectados por esta reforma son los numerados 9, 14, 30 y 50 de la primera serie y los identificados como 65, 69, 70, 76, 80, 103, 108, 110, 115, 118 y 120 de la segunda. A 2010, todos se mantenían en servicio.
A mediados del 2012 el Gobierno de la Ciudad decidió mandar a remodelar 40 coches Siemens-Schuckert a los talleres de Emepa para que puedan circular junto con los Fiat Materfer de la línea A y así sacar a los coches Brugeoise. Para entonces los coches Siemens O&K reformados por Emepa poseían ventilación forzada, carrocería modificada, asientos nuevos y sistema de cerrado de puertas automáticos con aviso de chicharra. Para ser coches con más de 80 años de antigüedad, la reforma porel gran peso de los coches que trajo aparejado problemas en los rieles. Para el 2016 los Siemens O&K reformados por Emepa habrían quedado obsoletos ya que habían adquirido los coches chinos CNR para la línea A. Hasta la fecha los Siemens reformados se encuentran inactivos en el taller Mariano Acosta, sin previsión de que se vuelvan a utilizar.
Emepa, durante 2015 produjo los trenes "alerce" en el taller de la empresa en Chascomús y múltiples unidades diesel que estrenaron en el Línea Belgrano Norte en el Gran Buenos Aires con 20 trenes de dos coches en orden, se pondrán a disposición los modelos eléctricos en el futuro para otras líneas. El primer prototipo del Alerce empezó a circular en la Línea Belgrano Norte en sus primeras corridas de prueba en el año 2012 de Boulogne Sur Mer a Retiro y el Gobierno Nacional entonces decidió adquirir 20 duplas de Emepa para uso en la línea. Cada tren tiene una capacidad para 240 pasajeros y presenta puertas inteligentes, sistema de aire acondicionado, cámaras de seguridad, Wi-Fi y acceso a discapacitados. En junio de 2015 se anunció que Emepa produciría una variante de trocha ancha del Alerce para uso en un servicio local en el General Roca inaugurándose una nueva terminal ferroautomotora..
En mayo de 2017 los centenarios talleres ferroviarios de Pérez, en las afueras de Rosario, cerraron sus puertas ante la falta de nuevos contratos para reparación de material rodante. Desde 2014 habían tenido una importante reactivación, refaccionando vagones de carga (cubiertos y portacontenedores) y coches de pasajeros (remolcados y eléctricos) para Trenes Argentinos.  El Gobierno Nacional dio de baja todas las licitaciones de actividad ferroviaria porque estaban ingresando todos los materiales desde China. La falta de actividad en Rioro de 2017 se produce en el marco de una crisis que aqueja a casi todos los talleres ferroviarios del país. Situaciones similares afectaron a los talleres de la COOTTAJ de Junín y de Consulting Ferroviario en Justo Daract, San Luis. A esto se suma la cancelación del proyecto de construcción de vagones de carga nacionales en Fabricaciones Militares, dispuesta por el gobierno y el ministro Guillermo Dietrich.
En 2018 en medio de una crisis en los talleres ferroviarios de todo el país Emepa anunció que despedía a 100 personas de las 180 en su planta de Chascomús. Las restantes 80 seguirán trabajando por  dos meses más, tras lo cual la planta cerraría. La fábrica quedó sin nuevos trabajos tras la terminación del último cochemotor Alerce, de los cuales se habían encargado 20 en 2015 durante el gobierno de Cristina Kirchner. En 2017 habían cerrado los talleres de Pérez, en las afueras de Rosario, y en marzo de 2018 cerró también la planta de Materfer en Ferreyra, Córdoba.

## Servicios Ferroviarios
Desde el 2003 el grupo Emepa tuvo la concesión de Ferrocentral y también de Argentren las cuales a fines de 2014 y principios de 2015 perdió la concesión por los proyectos de los Nuevos Ferrocarriles Argentinos.[cita requerida]